# Red Bull Racing Team
Das Red Bull Racing Team (früher Team Red Bull) war ein Motorsport-Team, das in Mooresville, North Carolina ansässig war. Es war im US-amerikanischen NASCAR Sprint Cup aktiv und setzte dort von 2006 bis 2011 zwei Fahrzeuge ein.

## Sprint Cup
Um in den NASCAR-Sport einzusteigen, kaufte sich das Team Red Bull im Jahre 2006 das alte Hauptquartier von Penske Racing in Mooresville, North Carolina, welches im Vergleich zu denen anderer NASCAR-Teams verhältnismäßig klein war. Außerdem kaufte sich das Team zahlreiche gebrauchte Dodge Charger von Bill Davis Racing, welche es im Hauptquartier für drei Starts, die man am Ende der Saison 2006 machen wollte, herrichtete. Allerdings scheiterte das Team mit den Fahrern Bill Elliott und A. J. Allmendinger an der Qualifikation aller Rennen. Das erste dieser Rennen fand statt auf dem Lowe’s Motor Speedway, die anderen beiden auf dem Atlanta Motor Speedway, wo das Qualifying aufgrund von Regen ausfiel, und dem Texas Motor Speedway. In der NASCAR-Nextel-Cup-Saison 2007 setzte das Team dann zwei Toyota Camry ein, die von Brian Vickers, der zuvor vier Jahre bei Hendrick Motorsports unter Vertrag war, und Allmendinger gefahren wurden.

### Wagen #4/#82/#84

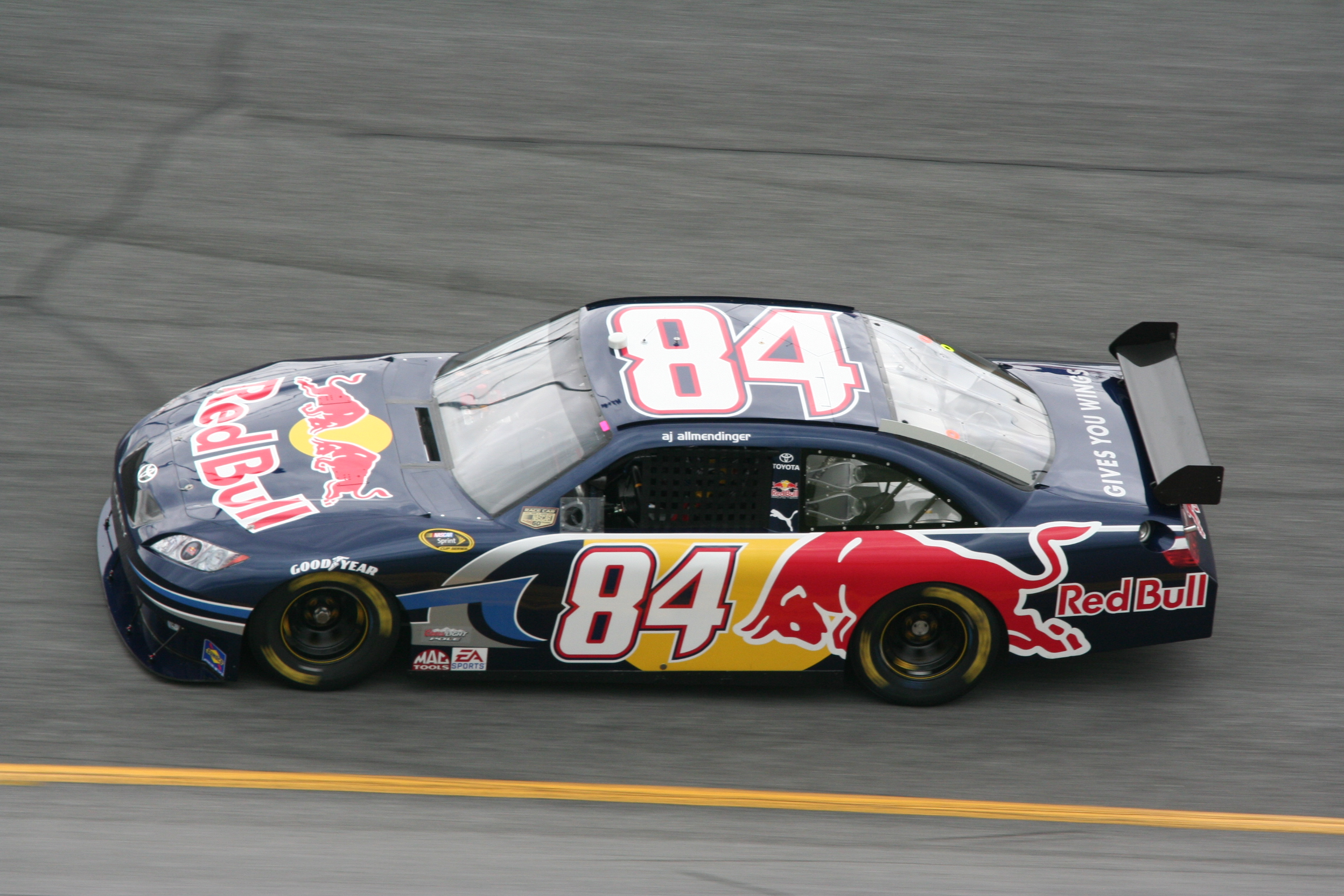
Die Startnummer 84 in der Saison 2008

Dieses Auto wurde erstmals in der Saison 2007 mit der Startnummer 84 eingesetzt. Fahrer des Wagens war A. J. Allmendinger, der aus dem Formelsport kam und bislang kaum NASCAR-Erfahrung hatte. Er hatte am Anfang der Saison große Probleme, sich überhaupt für die Rennen zu qualifizieren. Das Food City 500 auf dem Bristol Motor Speedway war sein erstes Rennen, er beendete es auf Platz 40. Seine besten Qualifying-Resultate waren Platz elf beim Dodge Dealers 400 auf dem Dover International Speedway und Platz 13 im Crown Royal Presents The Jim Stewart 400 auf dem Richmond International Raceway. Er kam in den Rennen jedoch nur dreimal über den 30. Rang hinaus und belegte Rang 43 in der Gesamtwertung, das beste Ergebnis war ein 15. Platz im Bank of America 500 auf dem Lowe’s Motor Speedway.
Nachdem er 2008 die Qualifikation zu den ersten drei Rennen jeweils nicht geschafft hatte, wurde Allmendinger für mehrere Rennen durch Mike Skinner ersetzt. Anschließend fuhr Allmendinger den Wagen wieder, der nun in silber lackiert war. Gegen Ende der Saison kam auch Scott Speed im Fahrzeug zum Einsatz, in den beiden folgenden Jahren war er Stammfahrer. 2011 wurde er durch Kasey Kahne ersetzt, der mit der Startnummer 4 das November-Rennen in Phoenix gewann, achtmal unter den ersten Fünf ins Ziel kam und mit insgesamt 15 Top-Ten-Ergebnissen die Saison auf Platz 14 beendete.

### Wagen #83

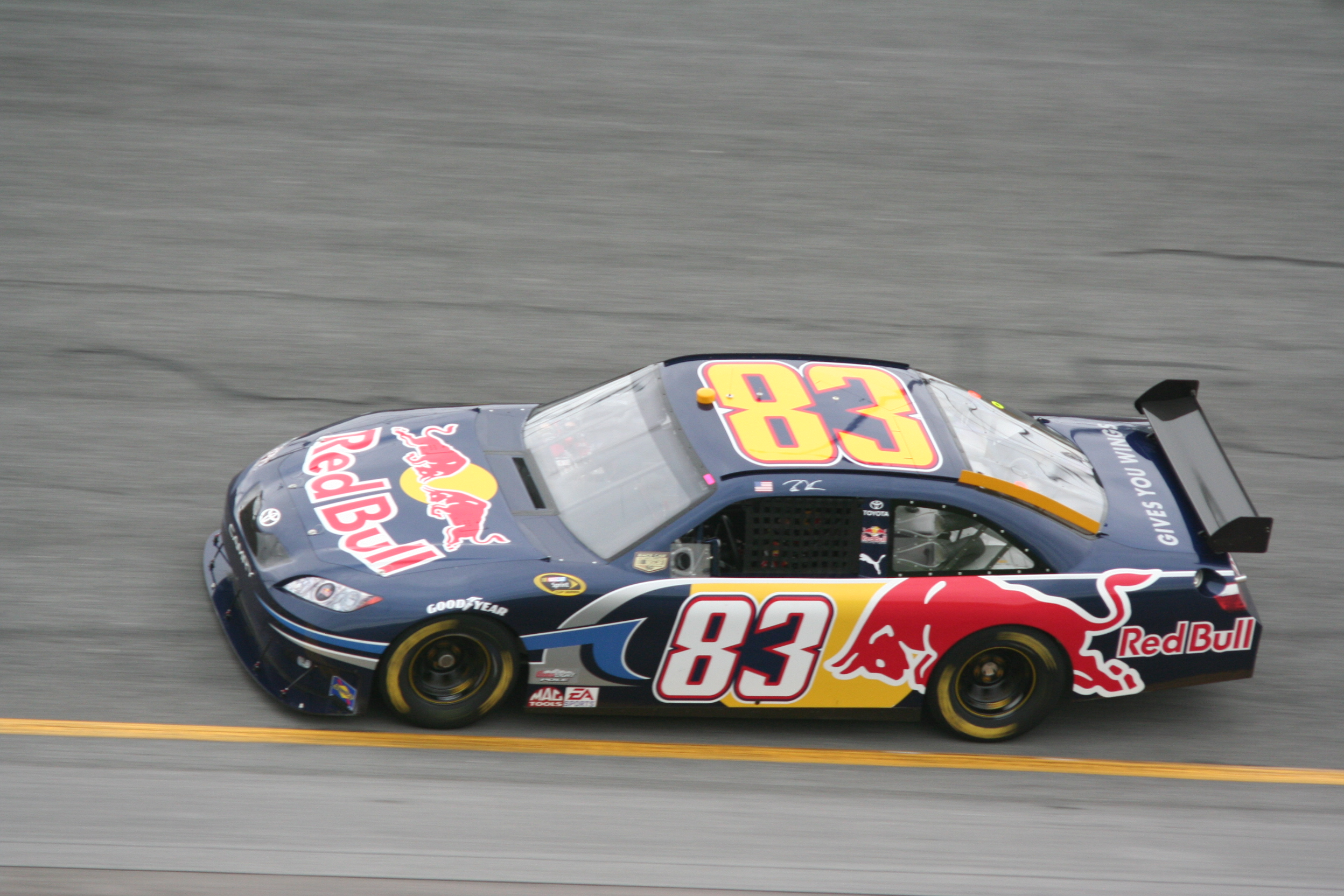
Die Startnummer 83 in der Saison 2008

Die Startnummer 83 wurde seit der Saison 2007 eingesetzt. Im ersten Rennen der Saison, dem Daytona 500, war man nicht in der Lage, die Qualifikation zu schaffen. Das erste Rennen, für das Vickers sich qualifizieren konnte, war das Auto Club 500, in dem er einen respektablen zehnten Platz belegte. Es war die erste Top-10-Platzierung im Nextel Cup für das Team Red Bull und für Toyota. Im Coca-Cola 600 auf dem Lowe’s Motor Speedway kam Vickers auf dem fünften Platz ins Ziel, nachdem er 76 Runden des Rennens anführte, obwohl seine Servolenkung nicht ordnungsgemäß funktionierte. Vickers erreichte außerdem im 3M Performance 400 und im Sharp AQUOS 500 die Top 10. Insgesamt qualifizierte sich der Wagen für 23 der 36 Saisonrennen. Durch die Verpflichtung von Kevin Hamlin als neuen Crew Chief konnte 2008 ein großer Fortschritt erzielt werden, Vickers konnte sich für sämtliche Rennen qualifizieren und im Mittelfeld etablieren.
2009 gewann Vickers das Pure Michigan 400 und erreichte in der Gesamtwertung Platz 12. 2010 musste Vickers nach dem 11. Rennen aus gesundheitlichen Gründen das Cockpit räumen, und musste sich im Juli einer Herzoperation unterziehen. Das Fahrzeug wurde zunächst von Casey Mears, danach von Reed Sorenson und Kasey Kahne pilotiert. Außerdem waren Boris Said einmal und DTM-Champion Mattias Ekström zweimal am Start, beim Lauf in Sonoma lag er sogar kurzzeitig in Front, bevor er in einen Unfall mit Brad Keselowski verwickelt war und das Rennen auf Platz 21 beendete. 2011 war Vickers nach seiner Genesung erneut am Start, kam aber mit 7 Top-Ten-Ergebnissen nicht an die Erfolge von 2009 heran und beendete die Saison auf Platz 25.

## Management
| Name            | Position                              |
| --------------- | ------------------------------------- |
| Günther Steiner | Vizepräsident der Motorsportabteilung |
| Elton Sawyer    | Wettbewerbsdirektor                   |
| John Probst     | Technischer Direktor                  |
| Rick Viers      | Teamchef der #82                      |
| Rick Bourgeois  | Fahrzeugchef der #82                  |
| Doug Richert    | Teamchef der #83                      |